# Кутро
Кутро (итал. Cutro) — город в Италии, располагается в области Калабрия, подчиняется административному центру Кротоне.
Население составляет 10 474 человека (на 2004 г.), плотность населения составляет 83 чел./км². Занимает площадь 131 км². Почтовый индекс — 88842. Телефонный код — 0962.
В городе особо почитаем святой Животворящий Крест Господень, празднование 3 мая.

## Известные уроженцы
- Винченцо Яквинта